# Social parasitism
Social parasitism har i vissa stater i historien varit en term för ett brott bestående av arbetslöshet, eller en person som vägrat arbeta, och därför indirekt ansetts leva på andras arbete. 
Det mest kända fallet av termen social parasitism som ett brott är från Sovjetunionen. Sovjet var enligt officiell politik en arbetarstat, där varje medborgare enligt lag förväntades arbeta fram till sin officiella pension. 
Efter oktoberrevolutionen i november 1917 vidtog bolsjevikerna åtgärder mot människor som levde på privat kapital eller andra människors arbetskraft. Medlemmar av den före detta överklassen eller andra arbetslösa, som tiggare, kunde kommenderas att skura offentliga toaletter, sopa gator eller andra liknande uppgifter för att tydliggöra att arbete var varje medborgares rätt och plikt. Arbetslöshet var dock länge inget formellt brott. Den 4 maj 1961 gjordes arbetslöshet till ett faktiskt brott under termen social parasitism. Denna lag användes mot många intellektuella som uppfattades vara politiska dissidenter. Brottet avskaffades officiellt 1991. 
Denna brottsbeteckning tillämpades även i Socialistiska republiken Rumänien, där den infördes 1970. År 2015 infördes brottet i Belarus.